# Hasankeyf
Hasankeyf là một huyện thuộc tỉnh Batman, Thổ Nhĩ Kỳ. Huyện có diện tích 530 km² và dân số thời điểm năm 2007 là 7207 người, mật độ 14 người/km².